# Fujiwara no Kinshi
Fujiwara no Kinshi (藤原忻子), 1283 – 16 février 1352, aussi connue sous le nom Chōrakumon-in (長楽門院), est une impératrice consort du Japon. Fille aînée du daijō-daijin Tokudaiji Kintaka, sa mère est Fujiwara no Yoshiko (藤原喜子), troisième fille du naidaijin Sanjō Kinchika. Elle devient l'épouse de l'empereur Go-Nijō.
En 1303, Kinshi devient dame de cour de l'empereur Emperor Go-Nijō. Elle accède à la position de chūgū plus tard cette année-là. Cependant, elle ne donne pas d'enfants à l'empereur. en 1308, Go-Nijō meurt et Kinshi se fait nonne. En 1311, elle reçoit le nom Chōrakumon-in. Elle meurt en 1352 à l'âge de 70 ans.

## Source de la traduction
- (en) Cet article est partiellement ou en totalité issu de l’article de Wikipédia en anglais intitulé « Fujiwara no Kinshi » (voir la liste des auteurs).